# Lior Raz
Lior Raz (em hebraico:  ליאור רז; nascido em 24 de Novembro de 1971) é um ator israelense, mais conhecido por interpretar Doron Kabilio na série Fauda.

## Biografia
Lior Raz nasceu em Ma'ale Adummim, um assentamento israelense de 40,000 habitantes na Cisjordânia (Judeia e Samaria), a sete quilômetros de Jerusalem. Judeu, filho de pais Judeus Mizrahi do Iraque e da Argélia.
Seu pai, nascido no Iraque, serviu a uma unidade de forças especiais da Marinha de Israel conhecido por Frota 13 e ao Serviço de Segurança Geral Shabak antes de ter seu próprio negócio, um viveiro de plantas. Sua mãe nasceu na Argélia, e é uma professora.
Lior Raz cresceu falando árabe com seu pai e sua avó em casa, e com os trabalhadores do viveiro de plantas de seu pai.
Após terminar o ensino médio, se alistou aos 18 anos nas Forças de Defesa de Israel e se tornou um soldado de elite da unidade de forças especiais antiterrorismo conhecida como Duvdevan ou Unidade 217. Posteriormente também serviu na unidade Duvdevan como reservista durante 20 anos.
Até os 19 anos e durante três anos teve uma namorada chamada Iris Azulai. Em outubro de 1990 um terrorista árabe da Palestina esfaqueou-a até a morte em Jerusalem. O terrorista foi posteriormente libertado da prisão em 2011 em uma troca de prisioneiros, onde 1027 prisioneiros foram libertados em troca do soldado israelense Gilad Shalit, que fora sequestrado e mantido prisioneiro pelo Hamas por um período de cinco anos.
Em 1993, após ter servido ao exército de Israel, se mudou para os Estados Unidos e foi contratado por uma companhia de seguranças de Arnold Schwarzenegger. Em uma entrevista do jornal Israel Hayom disse que a companhia o contratou dado o seu histórico militar e para ele foi a coisa mais fascinante ser o 'cão de guarda' de Schwarzenegger e sua esposa.

## Carreira
Assim que Lior Raz regressou a Israel com a idade de 24 anos, ele estudou na Escola de Artes Nissan Nativ em Tel Aviv.
Em seus primeiros anos como ator, Lior atuou em papéis como Don Juan no Teatro Gesher, Macbeth e The Teenagers.  Ele também assumiu papéis menores em séries da televisão israelense. Em  2004, atuou como um investigador de polícia em Michaela, e como 'juiz Ben Shabat' em Adumot. Em 2005 estrelou como Shimi em seu primeiro filme Gotta Be Happy. Em 2008 apareceu em um drama chamado Srugim como Yisrael, e um ano mais tarde em uma comédia dramática chamada Mesudarim como um agente do serviço de segurança Shabak, e como Maor em Arca de Noé. Em 2011 atuou como um comandante de uma unidade de polícia em um filme de Nadav Lapid chamado Policeman, e como  Asa'el em uma séria política Prime Minister's Children ao lado de Rami Heuberger.
Em 2012 interpretou Nissan em um suspense de espionagem The Gordin Cell do canal Yes, e apareceu no filme The World is Funny como Barak. Em 2013, atuou no papel de um comandante de polícia na quarta temporada da série The Arbitrator, e  em 2014 apareceu no filme The Kindergarten Teacher.
Em 2014, ele criou juntamente com o jornalista do jornal israelense Haaretz, Avi Issacharoff, a aclamada série de televisão Fauda, na qual estrelou como  Doron Kabilio, o comandante de uma unidade antiterrorismo das Forças de Defesa de Israel Mista'arvim. Em 2016, o drama ganhou seis prêmios incluindo o prêmio Ophir da academia do óscar de Israel. Em dezembro de 2017, o  jornal New York Times escolheu a série Fauda como a melhor série internacional de 2017. Em 2018, a série ganhou onze prêmios da academia de óscar de Israel, incluindo a melhor série de TV, melhor ator para Lior Raz, melhor roteiro, elenco, cinematografia, gravação e efeitos especiais.
Em 2018, atuou como um líder da comunidade Magdala no filme Maria Madalena, escrito por Helen Edmundson. No mesmo ano, apareceu em Operation Finale, interpretando Isser Harel, o diretor da agência de inteligência de Israel, Mossad.

## Vida pessoal
Lior Raz é casado com a atriz Meital Barda, e juntos eles tem três filhos. Eles residem em Ramat HaSharon, um subúrbio ao norte de Tel Aviv.
Lior também é triliíngue. Ele é fluente em hebraico, árabe e inglês.

## Filmografia
| Filmes          | Filmes                           | Filmes                      | Filmes       |
| Ano             | Título                           | Personagem                  | Notas        |
| --------------- | -------------------------------- | --------------------------- | ------------ |
| 2000            | Delta Force One: The Lost Patrol | Guarda da Caverna           |              |
| 2005            | Muchrachim Lehiyot Same'ach      | Shimi                       |              |
| 2008            | Everything Starts at the Sea     | Agente                      |              |
| 2008            | Eli & Ben                        | Policial disfarçado         |              |
| 2010            | Mabul                            | Rafi                        |              |
| 2011            | Policeman                        |                             |              |
| 2012            | Haolam Mats'hik                  | Barak                       |              |
| 2014            | The Kindergarten Teacher         | marido de Nira's            |              |
| 2018            | Maria Madalena                   | Líder da comunidade Magdala |              |
| 2018            | Operation Finale                 | Isser Harel                 |              |
| 2018            | Hollywood Salutes Israel         | Si próprio                  |              |
| 2019            | 6 Underground                    | Rovach Alimov               |              |
| 2020            | Dena Gildens Life                | Levi Cohan                  |              |
| Televisão       |                                  |                             |              |
| Ano             | Título                           | Personagem                  | Notas        |
| 2011-2012       | Prime Minister's Children        | Asael                       | 18 episódios |
| 2013            | Scarred                          | Shmulik                     | 16 episódios |
| 2015-atualmente | Fauda                            | Doron Kabilio               | 36 episódios |
| 2016-2017       | Dumb                             | Amos                        | 4 episódios  |